# John Cooper Clarke
John Cooper Clarke (* 25. ledna 1949, Salford, Velký Manchester, Anglie) je anglický básník, který působil v punk rockové éře v druhé polovině 70. let. Byl také hudebník, vydal tři studiová alba.

## Diskografie

### Alba

#### Studiová alba
- Disguise in Love (1978), Epic
- Snap, Crackle & Bop (1980), Epic - UK #26[2]
- Zip Style Method (1982), Epic - UK #97[2]
- This Time It's Personal with Hugh Cornwell (2016)
- The Luckiest Guy Alive (2018)

#### Koncertní alba
- Walking Back to Happiness (1979), Epic

#### Kompilační alba
- Où est la maison de fromage? (1978), Rabid [3]
- Me and My Big Mouth (1981), Epic
- Word of Mouth: The Very Best of John Cooper Clarke (2002), Sony
- Anthologia (2015), Sony

#### EP
- Innocents (1977), Rabid

### Singly
- „Post-War Glamour Models“ (1978), Epic
- „Gimmix! (Play Loud)“ (1979), Epic - UK #39[2]
- „Splat“ / „Twat“ (1979), Epic
- „The It Man“ (1980), Epic
- „The Day My Pad Went Mad“ (1982), Epic
- „Night People“ (1982), Epic
- "Pity the Plight" (2012)

### DVD
- Zip Style (2011), Ozit

### Podíl na kompilacích
- Urgh! A Music War (1981), Warners - „Health Fanatic“
- The Old Grey Whistle Test Volume 3 (2004), 2 Entertain - „I Don't Want to Be Nice“
- Poets, Punks, Beatniks and Counter Culture Heroes (2010), Ozit